# Sant Estève de Faugieras
Sant Estève de Faugieras (en francès Saint-Étienne-de-Fougères) és un municipi francès situat al departament d'Òlt i Garona i a la regió de la Nova Aquitània.

## Demografia
| 1962                                       | 1968 | 1975 | 1982 | 1990 | 1999 | 2007 |
| ------------------------------------------ | ---- | ---- | ---- | ---- | ---- | ---- |
| 472                                        | 512  | 625  | 631  | 689  | 732  | 800  |
| Des de 1962: població sense dobles comptes |      |      |      |      |      |      |

## Administració
| Període   | Identitat         | Partit |
| --------- | ----------------- | ------ |
| 1994-2008 | Bruno Baldas      |        |
| 2008-     | Karine Lafinestre |        |